# Sternarchorhynchus roseni
Sternarchorhynchus roseni is een straalvinnige vissensoort uit de familie van de staartvinmesalen (Apteronotidae). De wetenschappelijke naam van de soort is voor het eerst geldig gepubliceerd in 1994 door Mago-Leccia.